# Saint-Jean-de-la-Forêt
Saint-Jean-de-la-Forêt ist eine Commune déléguée in der französischen Gemeinde Perche en Nocé mit 160 Einwohnern (Stand: 1. Januar 2022) im Département Orne.
Die Gemeinde Saint-Jean-de-la-Forêt wurde am 1. Januar 2016 mit Saint-Aubin-des-Grois, Colonard-Corubert, Dancé, Préaux-du-Perche, Nocé, Colonard-Corubert zur Commune nouvelle Perche en Nocé zusammengeschlossen. Sie hat seither den Status einer Commune déléguée.

## Geographie
Saint-Jean-de-la-Forêt liegt etwa 41 Kilometer ostsüdöstlich von Alençon und etwa 17 Kilometer südsüdöstlich von Mortagne-au-Perche.

## Bevölkerungsentwicklung
| Jahr                      | 1962 | 1968 | 1975 | 1982 | 1990 | 1999 | 2006 | 2013 |
| Einwohner                 | 219  | 179  | 139  | 124  | 98   | 115  | 127  | 171  |
| Quelle: Cassini und INSEE |      |      |      |      |      |      |      |      |

## Sehenswürdigkeiten

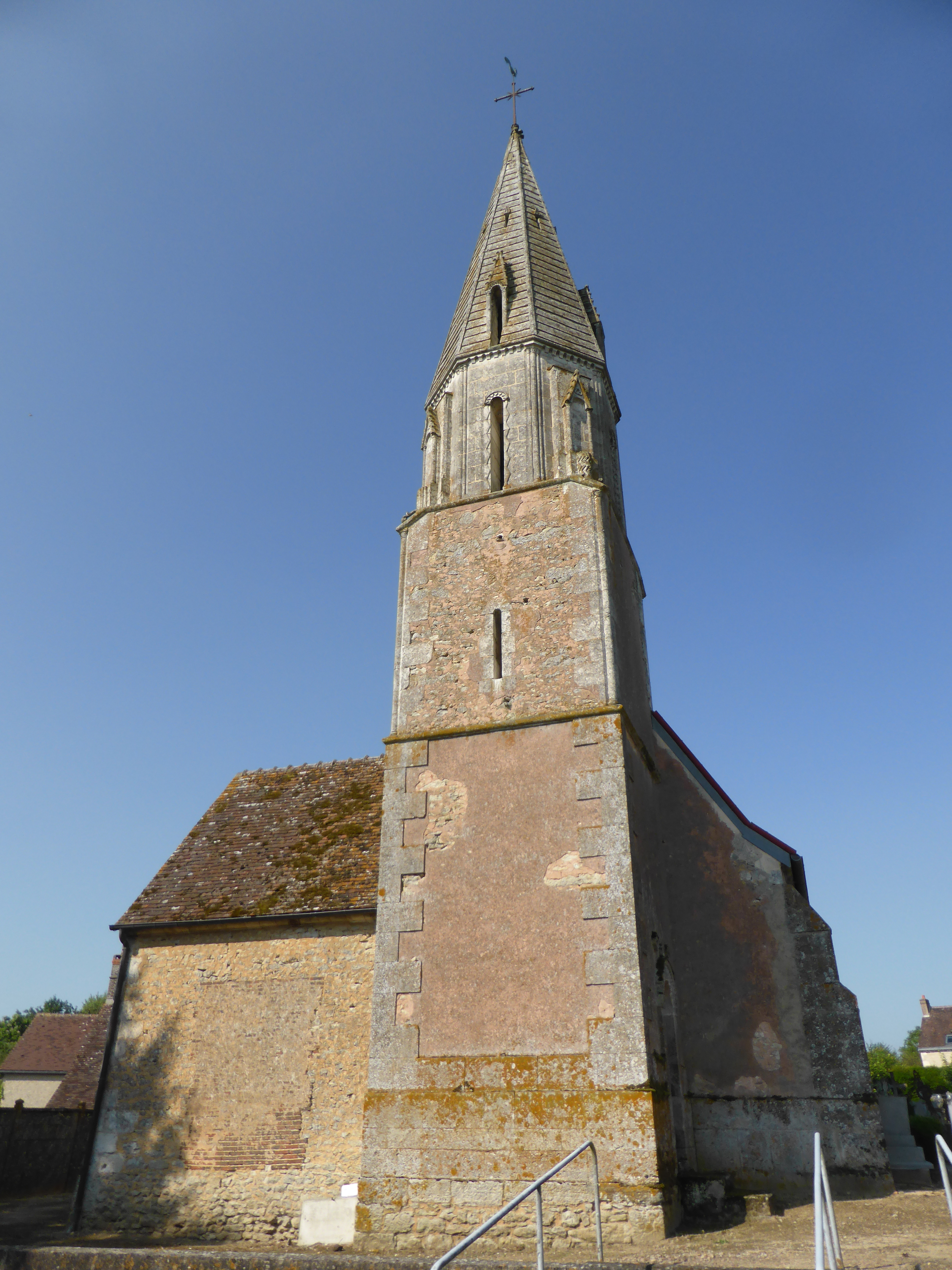
Kirche Saint-Jean

- Kirche Saint-Jean
- Pfarrhaus aus dem 18. Jahrhundert